# Касіано Делбальє
Касіано Делбальє (ісп. Casiano Delvalle, нар. 13 серпня 1970) — парагвайський футболіст, що грав на позиції нападника.

## Клубна кар'єра
Розпочав грати на батьківщині у командах «Спорт Колумбія», «Серро Кора» та «Олімпія». Згодом став виступати і за кордоном, виступаючи у чилійському «Уніон Еспаньйола», китайських «Бейцзін Гоань», «Шаньдун Лунен» та «Гуанчжоу Евергранд», а також в японському «Сьонан Бельмаре».
Найбільших результатів здобув з «Бейцзін Гоань», з якою став дворазовим чемпіоном Китаю, вигравав національний Суперкубок, а також ставав найкращим бомбардиром чемпіонату і Кубку.

## Виступи за збірну
1995 року провів три матчі у складі національної збірної Парагваю.

## Досягнення
- Володар Кубка Китаю: 1997, 2003
- Володар Суперкубка Китаю: 1997
- Найкращий бомбардир чемпіонату Китаю: 1997 (4 голи)
- Найкращий бомбардир чемпіонату Китаю: 2000 (15 голів)